# Astaena pygidia
Astaena pygidia är en skalbaggsart som beskrevs av Saylor 1946. Astaena pygidia ingår i släktet Astaena och familjen Melolonthidae. Inga underarter finns listade.